# Jacques Müller
Pour les articles homonymes, voir Müller et Jacques Müller.
Jacques Müller est un ingénieur horloger suisse. 
Il a été avec Elmar Mock le co-inventeur de la Swatch, sous la direction de Ernst Thomke à ETA Manufacture Horlogère à la fin des années 1970.